# Escuela Politécnica de la Universidad Federal de Río de Janeiro
La Escuela Politécnica (Poli o EP) de la Universidad Federal de Río de Janeiro (UFRJ), fundada en 1792, es la séptima escuela de ingeniería más antigua del mundo y la más antigua de América. Es, así, la primera institución de enseñanza superior de Brasil. Es considerada una de las mejores instituciones educativas de América Latina en la enseñanza de la ingeniería. Se ubica en el edificio del Centro de Tecnología (CT), en la Ciudad Universitaria en Río de Janeiro.